# Confluența Olt - Dunăre (sit SPA)
Confluența Olt-Dunăre este o zonă protejată (arie de protecție specială avifaunistică - SPA) situată în sudul României, pe teritoriile administrative a județelor Olt și Teleorman.

## Localizare
Aria naturală întinsă pe o suprafață de 20.960 hectare se află în extremitatea sud-estică a județului Olt (în Lunca Dunării) și cea sud-vestică a județului Teleorman, în imediata apropiere de drumul național DN54, care leagă municipiul Turnu Măgurele de orașul Corabia.

## Descriere
Zona a fost declarată Arie de Protecție Specială Avifaunistică prin Hotărârea de Guvern nr. 1284 din 24 octombrie 2007 (privind declararea ariilor de protecție avifaunistică specială, ca parte integrantă a rețelei ecologice europene: Natura 2000 în România) iar începând din iulie 2012 situl este protejat ca zonă umedă de importanță internațională prin Convenția Ramsar.
Planul de management a fost aprobat prin Ordinul ministrului mediului, apelor și pădurilor nr.909 din 2023 privind aprobarea Planului de management al ariilor naturale protejate ROSPA0024 Confluența Olt—Dunăre și ROSCI0044 Corabia—Turnu Măgurele, incluzând aria naturală protejată de interes național B10. Ostrovul Mare ca urmare a Proiectului MySMIS 102491
Aria protejată (încadrată în bioregiunea geografică continentală) reprezintă o zonă naturală (râuri, plaje cu nisip, lacuri, mlaștini, turbării, pajiști, păduri în tranziție) ce asigură condiții de hrană, cuibărit și viețuire pentru mai multe specii de păsări migratoare, de pasaj sau sedentare (unele protejate prin lege).

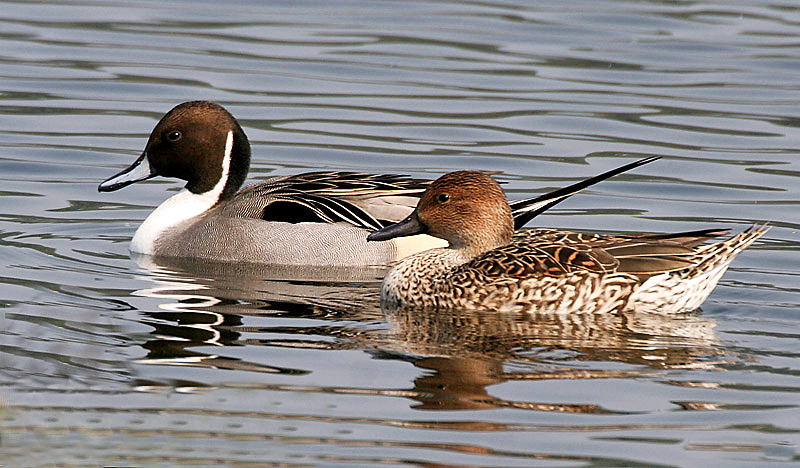
Rață sulițar (Anas acuta)

În arealul sitului este semnalată prezența mai multor păsări cu specii de: uliu păsărar (Accipiter nisus), fluierar de munte (Actitis hypoleucos), ciocârlie-de-câmp (Alauda arvensis), pescăruș albastru (Alcedo atthis), rață sulițar (Anas acuta), rață pitică (Anas crecca), rață fluierătoare (Anas penelope), rață mare (Anas platyrhynchos), rață cârâitoare (Anas querquedula), stârc cenușiu (Ardea cinerea), rață-cu-cap-castaniu (Aythya ferina), rața moțată (Aythya fuligula), rață roșie (Aythya nyroca), Bucephala clangula, pasărea ogorului (Burhinus oedicnemus), șorecarul comun (Buteo buteo), șorecar încălțat (Buteo lagopus), cânepar (Carduelis cannabina), sticlete (Carduelis carduelis), scatiu (Carduelis spinus),  prundaș gulerat mic (Charadrius dubius), prundaș gulerat mare (Charadrius hiaticula), chirighiță-cu-obraz-alb (Chlidonias hybridus), chirighiță neagră (Chlidonias niger), botgros (Coccothraustes coccothraustes), dumbrăveancă (Coracias garrulus), prepeliță (Coturnix coturnix), cuc (Cuculus canorus), lebădă de iarnă (Cygnus cygnus), lăstun de casă (Delichon urbica), ciocănitoarea de stejar (Dendrocopos medius), presură sură (Emberiza calandra), presură de grădină (Emberiza hortulana), măcăleandru (Erithacus rubecula), șoimul rândunelelor (Falco subbuteo), vânturel roșu (Falco tinnunculus), vânturel de seară (Falco vespertinus), muscar negru (Ficedula hypoleuca), cinteză (Fringilla coelebs), Fringilla montifringilla, lișiță (Fulica atra), becațină comună (Gallinago gallinago), găinușă de baltă (Gallinula chloropus), scoicar (Haematopus ostralegus), piciorong (Himantopus himantopus), sfrâncioc mare (Lanius excubitor), pescăruș argintiu (Larus cachinnans), pescăruș sur (Larus canus), pescăruș râzător (Larus ridibundus), sitar de mâl (Limosa limosa), grelușel-de-zăvoi (Locustella luscinioides), privighetoare (Luscinia megarhynchos), ferestrașul mare (Mergus merganser), prigoare (Merops apiaster), codobatură galbenă (Motacilla alba), codobatura galbenă (Motacilla flava), muscar sur (Muscicapa striata), culic mare (Numenius arquata), stârc de noapte (Nycticorax nycticorax), grangur (Oriolus oriolus), pelican creț (Pelecanus crispus), cormoran mare (Phalacrocorax carbo), cormoran mic (Phalacrocorax pygmeus), pitulice de munte (Phylloscopus collybita), ciocănitoare verzuie (Picus canus), lopătar (Platalea leucorodia), mugurarul (Pyrrhula pyrrhula), lăstun de mal (Riparia riparia), mărăcinar (Saxicola rubetra), mărăcinar negru (Saxicola torquatus), chiră mică (Sterna albifrons), chiră de baltă (Sterna hirundo), turturică (Streptopelia turtur), graur (Sturnus vulgaris), silvie cu cap negru (Sylvia atricapilla), silvie de câmp (Sylvia communis), fluierar negru (Tringa erythropus), fluierar de mlaștină (Tringa glareola), fluierar cu picioare verzi (Tringa nebularia), fluierarul de zăvoi (Tringa ochropus), fluierarul cu picioare roșii (Tringa totanus), mierlă (Turdus merula), sturz-cântător (Turdus philomelos), pupăză (Upupa epops), nagâț (Vanellus vanellus)..

## Căi de acces
- Drumul național DN54 pe ruta: Turnu Măgurele - Corabia -